# باري كوفي
باري كوفي (بالإنجليزية: Barry Coffey)‏ هو لاعب كرة القدم الغالية أيرلندي، ولد في 1 مارس 1965 في بيشوبتاون ‏ في جمهورية أيرلندا.